# Matko Mandić

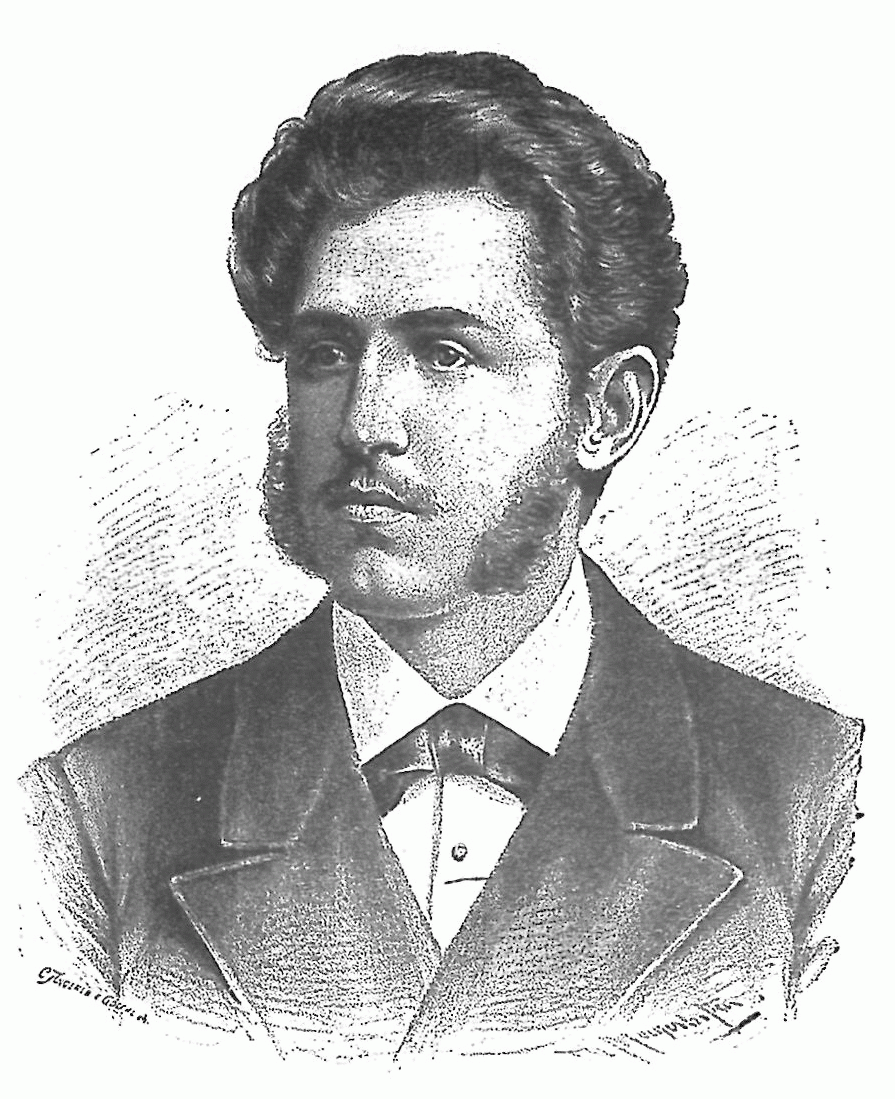
Mate (Matko) Mandić (von Th. Mayerhofer, 1889)

Matko Mandić [ˈmatkɔ ˈmanditɕ] (* 22. September 1849 in Mihotići, Gemeinde Kastav, Istrien; † 13. Mai 1915 in Triest) war ein Politiker, Geistlicher und Publizist, der sich in der kroatischen und slowenischen Nationalbewegung in Istrien und Triest engagierte.

## Leben
Matko Mandić wurde 1849 in Mihotići in der Gemeinde Kastav im damaligen österreichischen Kronland Istrien geboren. Er besuchte die Volksschule in Kastav, damals die einzige reguläre Schule in Istrien mit kroatischer Unterrichtssprache, und das Gymnasium zunächst in Senj und dann in Rijeka und machte 1869 das Abitur. Er studierte Theologie in Görz und in Triest und wurde 1874 zum Priester geweiht. Nach seiner Priesterweihe studierte er darüber hinaus Naturwissenschaften in Prag und diplomierte dort im Jahre 1879.
Seit dem Beginn der 1880er Jahre war er im öffentlichen Leben tätig. Gemeinsam mit Vjekoslav Spinčić und Matko Laginja, die ebenso wie er aus Istrien stammten, unterstützte der die politische Linie der Stranka prava (Partei des Rechts). Spinčić, Laginja und Mandić werden heute der zweiten Generation der „nationalen Wiedergeburt“ in Istrien zugerechnet.
Im Herbst 1882 trat Mandić zunächst eine Stelle als Gymnasiallehrer in Zagreb an, im Januar 1883 übersiedelte er jedoch auf Einladung der führenden Personen der Nationalbewegung in Istrien nach Triest und übernahm dort die Redaktion der Zeitschrift Naša sloga, für die schon seit 1871 als Korrespondent tätig gewesen war. Redakteur der Naša sloga blieb er von 1883 bis 1899 und veröffentlichte in dieser Zeit dort zahlreiche Artikel, Berichte und Besprechungen. Als die Zeitschrift Naša sloga im Jahre 1899 ihren Sitz von Triest nach Pula verlegte, konnte er selbst nicht dorthin umziehen, blieb jedoch bis zu seinem Tode einer ihrer Mitarbeiter.
In Triest wirkte Matko Mandić 1877 am Hrvatski dom („Kroatischen Haus“) und beteiligte sich ebenso an slowenischen politischen Organisationen. Von 1884 an war er stellvertretender Vorsitzender und von 1887 bis zu seinem Tode Vorsitzender des Delavsko podporno društvo („Arbeiterhilfsverein“). Von April 1891 bis Januar 1905 war er Vorsitzender des politischen Vereins Edinost (Einheit). 1907 wirkte er an der Gründung der südslawischen Narodna delavska organizacija / Narodna radnička organizacija (Nationale Arbeiterorganisation) mit, die vom Verein Edinost unterstützt wurde. Von 1908 bis 1912 war er Vorsitzender des Politično društvo za Hrvate in Slovence v Istri / Političko društvo za Hrvate i Slovence u Istri („Politischer Verein für Kroaten und Slowenen in Istrien“). Darüber hinaus war er Vorsitzender des Schulvereins Družba sv. Ćirila i Metoda („St. Kyrill und Methodius-Gesellschaft“) für Istrien.
1889 bis 1915 war Matko Mandić Abgeordneter im istrischen Landtag. Seine erste Wahl in den Landtag wurde von der italienischen Landtagsmehrheit 1889 annulliert, seine erneute Wahl im August 1890 wurde hingegen bestätigt. Im istrischen Landtag setzte er sich für das kroatische und slowenische Schulwesen und für die Gründung eines kroatischen Gymnasiums in Istrien ein, für die Verwendung des Kroatischen und Slowenischen als Amtssprache und für die wirtschaftlichen Interessen seines Wahlkreises.
1907 begründete Mandić in Triest die Tageszeitung Balkan, die erste und einzige jemals dort erschienene kroatische Tageszeitung, deren Eigentümer, Herausgeber und Redakteur er war und die vom 1. September 1907 bis zum 30. April 1908 in insgesamt 199 Nummern in Triest erschien.
Im Jahre 1907 wurde Mandić im vierten istrischen Wahlkreis, den Bezirken Koper und Podgrad, zum Abgeordneten im österreichischen Reichsrat gewählt. Als Reichsratsmitglied gehörte er 1907 zur Zveza južnih Slovanov (Südslawischer Verband) und 1911 zusammen mit den übrigen südslawischen Abgeordneten aus Triest und Istrien zum Narodni klub („Nationaler Klub“). 1909 wurde er in den Wirtschaftsausschuss des Reichsrates gewählt. Im Reichsrat trat Mandić für die Gleichberechtigung der Kroaten und Slowenen mit den Italienern in Istrien ein. In zahlreiche Interpellationen setzte er sich unter anderem für die Verwendung des Slowenischen und Kroatischen als Amtssprache und für die ökonomischen Interessen Istriens ein. 1907 forderte er die Herausgabe der staatlichen Gesetze für das Küstenland auch in einer kroatischen Fassung, 1908 schlug er den Bau einer Eisenbahnlinie zwischen Divača und Štanjel vor, 1909 forderte er kroatische Aufschriften an den Eisenbahnstationen.